# When the World Is Wonderful
When the World Is Wonderful fue el primer álbum de estudio de la banda estadounidense de rock cristiano, The Afters. Fue lanzado en 2001 cuando el grupo se llamaba "Blisse".

## Lista de canciones
| N.º   | Título                  | Duración |  |
| 1.    | «Until The World»       | 4:21     |  |
| 2.    | «The Way You Are»       | 3:42     |  |
| 3.    | «Take My Hand»          | 2:57     |  |
| 4.    | «You»                   | 5.26     |  |
| 5.    | «One More Day»          | 4:26     |  |
| 6.    | «Takin' Over the World» | 4:43     |  |
| 7.    | «Reward»                | 5:05     |  |
| 8.    | «I Want You Back»       | 2:51     |  |
| 9.    | «Perfect and Beautiful» | 5:38     |  |
| 10.   | «Find»                  | 3:50     |  |
| 11.   | «Drip»                  | 4:08     |  |
| 12.   | «Wait»                  | 3:09     |  |
| 47:76 |                         |          |  |

## Créditos y personal
- Joshua Havens - Voz, guitarra
- Matt Fuqua - Voz, guitarra
- Brad Wigg - Bajo, voz
- Marc Dodd - Batería